# 福島県第5区
福島県第5区（ふくしまけんだい5く）は、日本の衆議院議員総選挙における選挙区。1994年（平成6年）の公職選挙法改正で設置。

## 区域
2022年（令和4年）の公職選挙法改正で廃止され、廃止後はすべて4区に移行した。
1994年（平成6年）公職選挙法改正から2022年の小選挙区改定までの区域は以下のとおりである。
- いわき市
- 双葉郡

## 歴史
福島県の浜通り南部を区域とする選挙区。自民党の坂本剛二（96年のみ新進党）と吉野正芳がコスタリカ方式によって議席を保持していた。2009年の第45回衆議院議員総選挙では過去3回の選挙で次点だった吉田泉（民主党）が初めて小選挙区で当選した。
2012年の第46回衆議院議員総選挙では吉野が比例中国ブロックに移り、再び坂本と吉田との対決となった結果、坂本が小選挙区で返り咲いた（吉田は比例復活）。ちなみに、この選挙で区内の双葉郡については2011年3月11日に発生した福島第一原子力発電所事故の影響により、警戒区域に居住している住民はいわき市もしくは双葉郡外の投票所で投票した。
2014年の第47回衆議院議員総選挙では前回と替わって吉野が小選挙区から出馬することになり吉田を破って当選した。一方で坂本は比例近畿ブロック40位から出馬することになり落選した。
2017年の第48回衆議院議員総選挙では坂本は引退し、その年以降は復興大臣に就任していた吉野が続けて当選している。2021年の第49回衆議院議員総選挙において、県内で唯一、比例を含めた野党候補の当選がなかった選挙区である。
第50回衆議院議員総選挙では福島県内の選挙区が5から4に削減され、当選挙区は廃止となった。なお吉野は政界を引退している。

## 小選挙区選出議員
| 選挙名                 | 年     | 当選者   | 党派       |
| ---------------------- | ------ | -------- | ---------- |
| 第41回衆議院議員総選挙 | 1996年 | 坂本剛二 | 新進党     |
| 第42回衆議院議員総選挙 | 2000年 | 吉野正芳 | 自由民主党 |
| 第43回衆議院議員総選挙 | 2003年 | 坂本剛二 | 自由民主党 |
| 第44回衆議院議員総選挙 | 2005年 | 吉野正芳 | 自由民主党 |
| 第45回衆議院議員総選挙 | 2009年 | 吉田泉   | 民主党     |
| 第46回衆議院議員総選挙 | 2012年 | 坂本剛二 | 自由民主党 |
| 第47回衆議院議員総選挙 | 2014年 | 吉野正芳 | 自由民主党 |
| 第48回衆議院議員総選挙 | 2017年 | 吉野正芳 | 自由民主党 |
| 第49回衆議院議員総選挙 | 2021年 | 吉野正芳 | 自由民主党 |

## 選挙結果
時の内閣：第1次岸田内閣 解散日：2021年10月14日 公示日：2021年10月19日
当日有権者数：32万273人 最終投票率：48.00%（前回比：1.73%） （全国投票率：55.93%（2.25%））
| 当落 | 候補者名 | 年齢 | 所属党派   | 新旧 | 得票数   | 得票率 | 惜敗率 | 推薦・支持               | 重複 |
| ---- | -------- | ---- | ---------- | ---- | -------- | ------ | ------ | ------------------------ | ---- |
| 当   | 吉野正芳 | 73   | 自由民主党 | 前   | 93,325票 | 62.66% | ――     | 公明党推薦               |      |
|      | 熊谷智   | 42   | 日本共産党 | 新   | 55,619票 | 37.34% | 59.60% | 社会民主党福島県連合推薦 |      |

- 同選挙では鳥居作弥（元福島県議会議員）が立憲民主党公認候補として内定していたが、日本共産党との調整により比例東北ブロック単独での立候補となった（落選）。その後2023年福島県議会議員選挙に日本維新の会公認で立候補し当選。

時の内閣：第3次安倍第3次改造内閣 解散日：2017年9月28日 公示日：2017年10月10日
当日有権者数：33万1667人 最終投票率：49.73%（前回比：1.98%） （全国投票率：53.68%（1.02%））
| 当落 | 候補者名 | 年齢 | 所属党派   | 新旧 | 得票数   | 得票率 | 惜敗率 | 推薦・支持 | 重複 |
| ---- | -------- | ---- | ---------- | ---- | -------- | ------ | ------ | ---------- | ---- |
| 当   | 吉野正芳 | 69   | 自由民主党 | 前   | 86,461票 | 53.61% | ――     | 公明党推薦 | ○    |
|      | 吉田泉   | 68   | 希望の党   | 前   | 51,478票 | 31.92% | 59.54% |            | ○    |
|      | 熊谷智   | 37   | 日本共産党 | 新   | 16,154票 | 10.02% | 18.68% |            |      |
|      | 遠藤陽子 | 67   | 社会民主党 | 新   | 7,186票  | 4.46%  | 8.31%  |            |      |

時の内閣：第2次安倍改造内閣 解散日：2014年11月21日 公示日：2014年12月2日
当日有権者数：32万8896人 最終投票率：47.75%（前回比：6.95%） （全国投票率：52.66%（6.66%））
| 当落 | 候補者名 | 年齢 | 所属党派   | 新旧 | 得票数   | 得票率 | 惜敗率 | 推薦・支持   | 重複 |
| ---- | -------- | ---- | ---------- | ---- | -------- | ------ | ------ | ------------ | ---- |
| 当   | 吉野正芳 | 66   | 自由民主党 | 前   | 71,102票 | 46.57% | ――     | 新党改革推薦 | ○    |
|      | 吉田泉   | 65   | 民主党     | 前   | 60,041票 | 39.33% | 84.44% |              | ○    |
|      | 吉田英策 | 55   | 日本共産党 | 新   | 21,527票 | 14.10% | 30.28% |              |      |

- 吉田は郡和子の仙台市長選出馬に伴い繰り上げ当選。

時の内閣：野田第3次改造内閣 解散日：2012年11月16日 公示日：2012年12月4日
当日有権者数：33万1670人 最終投票率：54.70%（前回比：13.66%） （全国投票率：59.32%（9.96%））
| 当落 | 候補者名 | 年齢 | 所属党派     | 新旧 | 得票数   | 得票率 | 惜敗率 | 推薦・支持   | 重複 |
| ---- | -------- | ---- | ------------ | ---- | -------- | ------ | ------ | ------------ | ---- |
| 当   | 坂本剛二 | 68   | 自由民主党   | 元   | 61,440票 | 34.94% | ――     | 公明党推薦   | ○    |
| 比当 | 吉田泉   | 63   | 民主党       | 前   | 54,497票 | 30.99% | 88.70% | 国民新党推薦 | ○    |
|      | 宇佐美登 | 45   | 日本維新の会 | 元   | 26,299票 | 14.96% | 42.80% |              | ○    |
|      | 吉田英策 | 53   | 日本共産党   | 新   | 16,479票 | 9.37%  | 26.82% |              |      |
|      | 菅本和雅 | 45   | みんなの党   | 新   | 10,177票 | 5.79%  | 16.56% |              | ○    |
|      | 松本喜一 | 64   | 日本未来の党 | 新   | 6,937票  | 3.95%  | 11.29% | 新党大地推薦 | ○    |

- 宇佐美は以前は東京4区を地盤としていた。

時の内閣：麻生内閣 解散日：2009年7月21日 公示日：2009年8月18日
当日有権者数：34万3654人 最終投票率：68.36%（前回比：1.70%） （全国投票率：69.28%（1.77%））
| 当落 | 候補者名 | 年齢 | 所属党派   | 新旧 | 得票数    | 得票率 | 惜敗率 | 推薦・支持 | 重複 |
| ---- | -------- | ---- | ---------- | ---- | --------- | ------ | ------ | ---------- | ---- |
| 当   | 吉田泉   | 60   | 民主党     | 前   | 135,692票 | 59.05% | ――     |            | ○    |
|      | 坂本剛二 | 64   | 自由民主党 | 前   | 88,968票  | 38.71% | 65.57% |            | ○    |
|      | 石渡剛   | 40   | 幸福実現党 | 新   | 5,150票   | 2.24%  | 3.80%  |            |      |

- 吉野は3区に国替え。

時の内閣：第2次小泉改造内閣 解散日：2005年8月8日 公示日：2005年8月30日
当日有権者数：34万7314人 最終投票率：70.06%（前回比：8.17%） （全国投票率：67.51%（7.65%））
| 当落 | 候補者名 | 年齢 | 所属党派   | 新旧 | 得票数    | 得票率 | 惜敗率 | 推薦・支持 | 重複 |
| ---- | -------- | ---- | ---------- | ---- | --------- | ------ | ------ | ---------- | ---- |
| 当   | 吉野正芳 | 57   | 自由民主党 | 前   | 112,808票 | 47.62% | ――     |            | ○    |
| 比当 | 吉田泉   | 56   | 民主党     | 前   | 92,935票  | 39.23% | 82.38% |            | ○    |
|      | 吉田英策 | 46   | 日本共産党 | 新   | 18,783票  | 7.93%  | 16.65% |            |      |
|      | 鈴木工   | 61   | 国民新党   | 新   | 12,345票  | 5.21%  | 10.94% |            | ○    |

時の内閣：第1次小泉第2次改造内閣 解散日：2003年10月10日 公示日：2003年10月28日 最終投票率：61.89% （全国投票率：59.86%（2.63%））
| 当落 | 候補者名 | 年齢 | 所属党派   | 新旧 | 得票数    | 得票率 | 惜敗率 | 推薦・支持 | 重複 |
| ---- | -------- | ---- | ---------- | ---- | --------- | ------ | ------ | ---------- | ---- |
| 当   | 坂本剛二 | 59   | 自由民主党 | 前   | 100,600票 | 48.13% | ――     |            | ○    |
| 比当 | 吉田泉   | 54   | 民主党     | 新   | 84,480票  | 40.42% | 83.98% |            | ○    |
|      | 吉田英策 | 44   | 日本共産党 | 新   | 16,520票  | 7.90%  | 16.42% |            |      |
|      | 永山茂雄 | 55   | 無所属     | 新   | 7,418票   | 3.55%  | 7.37%  |            | ×    |

時の内閣：第1次森内閣 解散日：2000年6月2日 公示日：2000年6月13日 （全国投票率：62.49%（2.84%））
| 当落 | 候補者名 | 年齢 | 所属党派   | 新旧 | 得票数    | 得票率 | 惜敗率 | 推薦・支持 | 重複 |
| ---- | -------- | ---- | ---------- | ---- | --------- | ------ | ------ | ---------- | ---- |
| 当   | 吉野正芳 | 51   | 自由民主党 | 新   | 109,270票 | 52.59% | ――     |            | ○    |
|      | 吉田泉   | 51   | 民主党     | 新   | 73,903票  | 35.57% | 67.63% |            | ○    |
|      | 吉田英策 | 41   | 日本共産党 | 新   | 24,616票  | 11.85% | 22.53% |            |      |

時の内閣：第1次橋本内閣 解散日：1996年9月27日 公示日：1996年10月8日 （全国投票率：59.65%（8.11%））
| 当落 | 候補者名 | 年齢 | 所属党派   | 新旧 | 得票数   | 得票率 | 惜敗率 | 推薦・支持 | 重複 |
| ---- | -------- | ---- | ---------- | ---- | -------- | ------ | ------ | ---------- | ---- |
| 当   | 坂本剛二 | 51   | 新進党     | 前   | 79,027票 | 38.24% | ――     |            |      |
|      | 田中直紀 | 56   | 自由民主党 | 前   | 78,690票 | 38.08% | 99.57% |            |      |
|      | 鈴木久   | 56   | 民主党     | 元   | 34,082票 | 16.49% | 43.13% |            | ○    |
|      | 佐藤敏彦 | 40   | 日本共産党 | 新   | 14,862票 | 7.19%  | 18.81% |            |      |

- 田中は第18回参議院議員通常選挙に新潟県選挙区から立候補し、当選。第45回の直前に民主党へ移籍。